# La Planadera
La Planadera es una aldea española de la parroquia de Cermoño, perteneciente al municipio de Salas, en la comunidad autónoma de Asturias.

## Demografía
En 2023, la entidad singular de población de La Planadera tenía empadronados 23 habitantes, todos ellos en diseminado.